# Непал на зимних Олимпийских играх 2006
Непал принимал участие в Зимних Олимпийских играх 2006 года в Турине (Италия) во второй раз за свою историю, но не завоевал ни одной медали. Страну представлял единственный спортсмен — лыжник Дачири Шерпа, для которого эта Олимпиада стала первой из трёх в карьере. Он занял 94-е место в гонке на 15 километров, обойдя по времени двух спортсменов из Таиланда и Коста-Рики.

## Результаты

### Лыжные гонки
Спортсменов — 1
| Спортсмен    | Дисциплина               | Результат | Результат  | Результат |
| Спортсмен    | Дисциплина               | Время     | Отставание | Место     |
| ------------ | ------------------------ | --------- | ---------- | --------- |
| Дачири Шерпа | 15 км классический стиль | 56:47.1   | +18:45.8   | 94        |